# Renata Ghionea
Renata Andrada Ghionea (n. Tătăran, pe 12 ianuarie 1985, în Baia Mare) este o fostă handbalistă din România care, până în vara anului 2014, a jucat pentru echipa HCM Baia Mare. Ghionea a evoluat pe postul de intermediar stânga.

## Carieră
Renata Ghionea a început să joace handbal la Clubul Sportiv Școlar nr. 2 din Baia Mare. Din 2004, ea a fost legitimată la Deva, în echipele de senioare Remin Deva și CSM Cetate Deva, unde a evoluat până în 2007, când s-a transferat la HC Oțelul Galați. În vara anului 2009, ea a semnat un contract pe doi ani cu echipa maghiară ASA Consolis NKC, pentru a fi aproape de soțul său, pe atunci jucător al echipei Pick Szeged.
La expirarea contractului, Ghionea s-a întors la HC Oțelul Galați, unde a evoluat în prima parte a sezonului 2011-2012. 
Începând din ianuarie 2012, ea a jucat la Universitatea Neptun Constanța.
În vara anului 2012, Renata Ghionea a semnat cu HCM Baia Mare, iar în iunie 2013, handbalista și-a prelungit contractul cu echipa băimăreană până pe 30 iunie 2016. În iunie 2014, Ghionea și conducerea HCM Baia Mare au reziliat contractul de comun acord.
De-a lungul carierei sale, Ghionea a evoluat și pe posturile de coordonator de joc sau intermediar dreapta.

## Familie
Renata este fiica lui Ioan Tătăran, fost fotbalist la FC Farul Constanța în anii '80, și este căsătorită cu handbalistul Valentin Ghionea, jucător al echipei poloneze SPR Wisła Płock. În anul 2014, ea s-a mutat la Płock pentru a fi aproape de soțul ei. În februarie 2015 Renata Ghionea era însărcinată și aștepta o fetiță, pe care cei doi soți s-au hotărât să o boteze Natalia.

## Palmares
- Cupa Cupelor:
  - Sfert-finalistă: 2009
- Liga Națională:
  - Câștigătoare: 2014
  - Medalie de argint: 2013
- Cupa României:
  -  Câștigătoare: 2013, 2014
- Supercupa României:
  -  Câștigătoare: 2013